# 紀元前577年
紀元前577年（きげんぜん577ねん）は、西暦（ローマ暦）による年。紀元前1世紀の共和政ローマ末期以降の古代ローマにおいては、ローマ建国紀元177年として知られていた。紀年法として西暦（キリスト紀元）がヨーロッパで広く普及した中世時代初期以降、この年は紀元前577年と表記されるのが一般的となった。

## 他の紀年法
- 干支 : 甲申
- 日本
  - 皇紀84年
  - 綏靖天皇5年
- 中国
  - 周 - 簡王9年
  - 魯 - 成公14年
  - 斉 - 霊公5年
  - 晋 - 厲公4年
  - 秦 - 桓公27年
  - 楚 - 共王14年
  - 宋 - 共公12年
  - 衛 - 定公12年
  - 陳 - 成公22年
  - 蔡 - 景侯15年
  - 曹 - 成公元年
  - 鄭 - 成公8年
  - 燕 - 昭公10年
  - 呉 - 寿夢9年
- 朝鮮
  - 檀紀1757年
- ユダヤ暦 : 3184年 - 3185年

## できごと

### 中国
- 晋に亡命していた衛の孫林父が帰国した。
- 魯の叔孫僑如が公女を迎えるため斉に赴いた。
- 鄭の子罕（公子喜）が軍を率いて許に進攻したが敗退した。鄭の成公は再び許に進攻し、許の外郭に侵入した。許は叔申の封土を返還して講和した。

## 死去
- 定公 - 衛の君主
- 桓公 - 秦の君主